# Пежо тип 17
Пежо тип 17 (фр. Peugeot Type 17) је моторно возило произведено од 1897. до 1900. од стране француског произвођача аутомобила Пежо у њиховој фабрици у Оданкуру. У том раздобљу је укупно произведено 182 јединице.
Возило покреће двоцилиндрични четворотактни мотор постављен позади, а преко ланчаног склопа је пренет погон на задње точкове. Његова максимална снага била је 5-8 КС.
Тип 17 има међуосовинско растојање од 150 цм, а укупне дужине 245 цм и висине 150 цм. Облик каросерије омугућава простор за две особе, са додатним седиштем за трећу особу.

## Галерија
- Пежо тип 17 из 1898.